# ブラインドサッカー

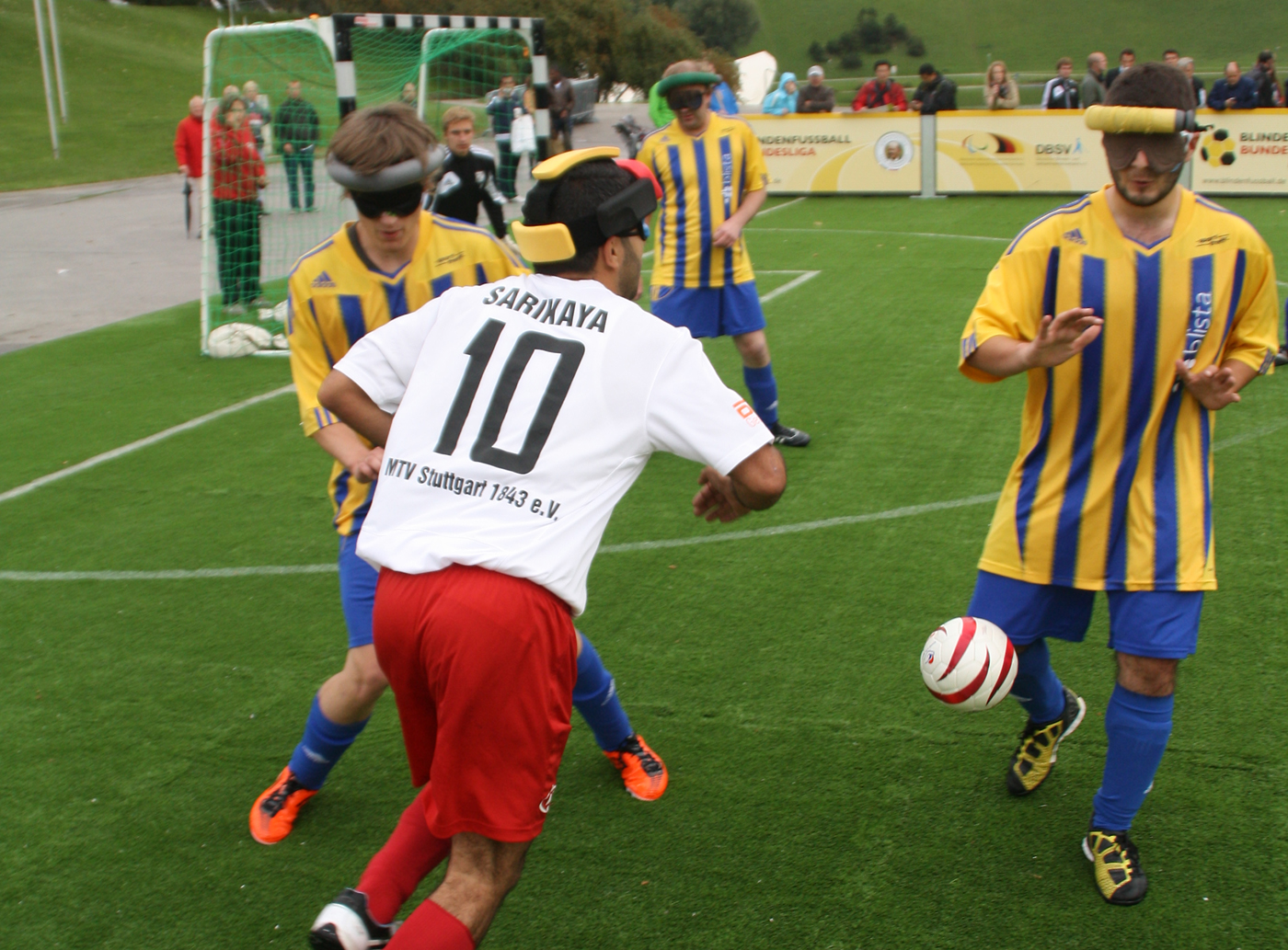
試合の様子

ブラインドサッカー または ブラインドフットボール、5人制サッカー（英語：Blind Football または Football 5-a-side）は、視覚に障害を持つ選手がプレーできるように考案されたサッカー。
ブラインドサッカーは全盲またはほぼ全盲の選手が出場する場合の競技名で、弱視の選手が出場する場合はロービジョンフットサルと呼ばれ、ルールも異なる。
競技は国際視覚障害者スポーツ連盟（IBSA）が統括しており、国際サッカー連盟（FIFA）が定めたフットサル（5人制室内サッカー）のルールを一部修正したものに沿って行われる。日本でのブラインドサッカーは、日本ブラインドサッカー協会（JBFA）が統括する。パラリンピックの競技のひとつ。
日本国内において、「ブラインドサッカー」ならびに略称の「ブラサカ」は日本ブラインドサッカー協会の登録商標である。

## ルール
1チームはゴールキーパーを含む5人のプレーヤーで構成される。試合時間は前後半各20分の計40分間で行われ、その間に10分間のハーフタイムがある。試合中断中は時計が停止するため、アディショナルタイムは存在しない。
ゴールキーパーは視力的な制限は無いため視覚障害のない健常者が務めることが多い。ゴールキーパー以外の4人のフィールドプレイヤーは、視覚障害の程度により、次の3つのクラスに分けられる。

### クラス
- B1 - 全盲またはほぼ全盲 - 光を全く感じないか、光を感じても手の影を認識できないクラス。
- B2 - 弱視 - 手の影が認識でき、矯正後の視力が0.03未満、または視野が5度未満のクラス。
- B3 - 弱視 - 矯正後の視力が0.03 - 0.1、または視野が5度 - 20度までのクラス。

大会は、B1クラスがプレーする「ブラインドサッカー」とB2/B3クラスがプレーする「ロービジョンフットサル」の2種類がある。

### ブラインドサッカー（B1クラス）のルール
B1クラスではプレーヤーの条件を同じにするため、ゴールキーパー以外のフィールドプレイヤーはアイマスクを着用してプレーする。ゴールキーパーは、ゴール前の長方形エリア内（横 5.82 m × 縦 2 m）のボールにのみ触れることが出来る。また、相手の攻撃状況をディフェンダーへ伝える役割も担う。チームにはプレーヤーの他に、敵陣ゴール裏にコーラー（ガイド）を置き、プレーヤーに方向や距離などを伝えたりシュートのタイミングなどを指示する。サイドラインにはボードが立っており、ボールがタッチを割ることは殆どない。また、ボールはプレーヤーに位置が分かるよう、音が鳴るように鈴を入れて作られている。

### ロービジョンフットサル（B2/B3クラス）のルール
アイマスクを装着せず、一般的なボールを使用しほぼフットサルと変わらないルールでプレーする。チームはB2およびB3クラスのプレーヤーで構成され、常に2人以上のB2クラスのフィールドプレーヤーがいる必要がある。

### 掛け声
ディフェンスの際、ボールを取りに行く時に、「ボイ」（voy、スペイン語で「私が行くぞ」の意）と声を掛ける。これは、無駄な接触プレーを防ぐためである。

### 観客の対応
アイマスクを着用するフィールドプレーヤーの選手は、ボールの音や選手との掛け合いなど、聴覚を頼りとしているため、プレーの妨害にならぬよう、プレー中に観戦客が声を出すことは一切禁止でマナー違反とされている。但し、チームがゴールした直後には声援を送ることが推奨されており、ゴール直後の大歓声はブラインドサッカーの醍醐味の一つである。

### 歴史
日本での視覚障害者サッカーは、1990年代頃から独自のルールでプレーされてきた。2001年に「視覚障害者の文化を育てる会」を中心とした視察団が、当時アジアで唯一視覚障害者サッカーを導入していた韓国を訪問し、IBSAの国際ルールに沿った視覚障害者サッカーの普及が始まった。
2002年5月に韓国・ソウルにて日本対韓国の国際試合が行われ、また同年8、9月に岐阜・高山、神戸にて行われた日本、韓国、ベトナムの3ヶ国によるアジアフレンドリーシップカップが行われた。
2002年10月には日本視覚障害者サッカー協会（略称：JBFA、現：日本ブラインドサッカー協会）が発足した。2003年3月9日には、東京・多摩にて、第1回日本視覚障害者サッカー選手権大会が初の全国大会として実施され、以降毎年日本選手権大会が行われている。2011年12月には仙台にて第4回ISBAブラインドサッカーアジア選手権が開催された。
2014年11月にIBSAブラインドサッカー世界選手権2014が東京・渋谷で行われる。今まで同大会は主に南米や欧州で開催されており、アジア及び日本では初めて開催された。
2018年3月、IBSA公認で新たに創設された国際大会、「IBSAブラインドサッカーワールドグランプリ」（WGP）を品川区の天王洲公園で開催した。

この大会は3季連続で日本開催が決定しており、2019年大会は8チームで争われた。2020年大会は新型コロナウイルス感染症の流行を受け中止。日本以外での開催を視野にしていた2021年大会は日本での開催となり、全試合をインターネットで生配信する形での無観客開催となった。

## 世界選手権結果

### 男子

#### B1
| 1998 | カンピーナス     | ブラジル     | 1–0 | アルゼンチン | スペイン   | 2–0          | コロンビア   | 6  |
| 2000 | ヘレス           | ブラジル     | 3–0 | アルゼンチン | スペイン   | 4–0          | ギリシャ     | 8  |
| 2002 | リオデジャネイロ | アルゼンチン | 4–2 | スペイン     | ブラジル   | 2–0          | コロンビア   | 9  |
| 2006 | ブエノスアイレス | アルゼンチン | 1–0 | ブラジル     | パラグアイ | 2–1          | スペイン     | 8  |
| 2010 | ヘレフォード     | ブラジル     | 2–0 | スペイン     | 中国       | 1–0          | イングランド | 10 |
| 2014 | 東京             | ブラジル     | 1–0 | アルゼンチン | スペイン   | 0–0 (PK:2-0) | 中国         | 12 |
| 2018 | マドリード       | ブラジル     | 2–0 | アルゼンチン | 中国       | 2–1          | ロシア       | 16 |

Source: IBSA Football - Results Archived 2019-06-20 at the Wayback Machine.